# Lake Tyrrell
Lake Tyrrell är en sjö i Australien. Den ligger i delstaten Victoria, omkring 330 kilometer nordväst om delstatshuvudstaden Melbourne. 
Omgivningarna runt Lake Tyrrell är i huvudsak ett öppet busklandskap. Trakten runt Lake Tyrrell är nära nog obefolkad, med mindre än två invånare per kvadratkilometer. Genomsnittlig årsnederbörd är 294 millimeter. Den regnigaste månaden är februari, med i genomsnitt 43 mm nederbörd, och den torraste är januari, med 11 mm nederbörd.